# Clemens Ries
Clemens Ries (* 27. November 1932; † 5. Januar 2022) war ein deutscher Ökonom und Hochschullehrer.

## Leben
Ries wurde 1961 mit einer Arbeit über Normung nach Normzahlen an der Universität Köln promoviert. Er war dann Studienrat an der Kölner Höheren Wirtschaftsfachschule. 1971 folgte er einem Ruf an den Fachbereich Wirtschaft der neu gegründeten Fachhochschule Köln (jetzt TH Köln). Dort erhielt er 1973 eine Professur für Allgemeine Betriebswirtschaftslehre und Unternehmensplanung. In den Ruhestand trat er 1997.
Ries starb 2022 im Alter von 89 Jahren und wurde auf dem Alten Friedhof in Kürten beigesetzt.